# Drongnyen Deu
Drongnyen Deu (em tibetano: འབྲོང་གཉན་ལྡེ་རུ; Wylie: Bro-gnyan lDe'u, chines: 仲宁德乌) foi o 30º Rei de Bod (Tibete) de acordo com a tradição lendária tibetana. 

## Vida
Drongnyen pertencia à dinastia Yarlung que dominava a área do vale do Rio Bramaputra, chamado Yarlung Tsangpo no sul do Tibete,  na primeira metade do século VI. E tinha como seu ministro Bön, Lodrö Tsungmé, para ajudar a reinar. 
No sentido estritamente factual e histórico, quase nada se sabe sobre seu reinado. Ele era filho de Trinyen Zungtsen e pai de Tagbu Nyasig, o primeiro na história tibetana a ter algumas informações historicamente confiáveis.
Os Annais Tibetanos afirmam que era casado com uma mulher extraordinariamente bonita, que veio da região de Kongpo (localizada na atual Nyingchi, sudeste do Tibete). Sua beleza permaneceu inalterada à medida que ambos envelheciam. Sua esposa também se esquivou de todas as perguntas feitas por Drongnyen sobre como isso era possível. Ele finalmente decidiu espionar sua esposa. Ele a encontrou em um quarto escondido onde ela estava comendo peixe e filhotes, cercado por pilhas de restos de restos mortais de refeições similares anteriores. O rei teve hanseníase como resultado do choque. Pouco tempo depois, sua esposa deu à luz um filho, que nasceu cego. Os médicos finalmente conseguiram operar o menino e fazê-lo enxergar novamente. O rei então teve uma visão (sig) de um antílope (nya) no Mosteiro de Takshang (Tagbu) e por isso seu filho passou a se chamar Tagbu Nyasig. Logo após o rei se aposentou e foi para seu mausoléu com sua eterna e bela esposa para passar o resto de suas vidas lá.